# Aurelio Sabattani
Aurelio Sabattani (Pieve Sant'Andrea, 18 ottobre 1912 – Città del Vaticano, 19 aprile 2003) è stato un cardinale e arcivescovo cattolico italiano; profondo conoscitore del diritto canonico fu tra gli autori del nuovo codice entrato in vigore nel 1983.

## Biografia
Aurelio Sabattani nacque il 18 ottobre 1912 da Luigi Sabattani e Argia Casadio, entrambi riolesi. Dalla valle del Senio i genitori si erano trasferiti l'anno prima al seguito del fratello di Luigi, don Angelo, parroco a Pieve di Sant'Andrea, piccolo borgo posto sul crinale tra la valle del Santerno e quella del Sellustra.

### Formazione e ministero sacerdotale
Aurelio Sabbatani entrò in seminario ad Imola ad appena dieci anni di età (23 ottobre 1922); nel 1927 concluse gli studi ginnasiali. Intanto, nel 1925 lo zio don Angelo era stato nominato prevosto a Riolo Terme. I genitori di Aurelio l'avevano seguito ed erano ritornati nel paese natio.
Quindicenne, Aurelio venne inviato al seminario dell'arcidiocesi di Bologna (1927-1935), dove compì gli studi di filosofia (liceo) e teologia. Brillante allievo, fu notato da monsignor Felice Gallinetti, professore di diritto canonico, che consigliò al vescovo d'Imola Paolino Tribbioli di inviarlo a Roma a proseguire gli studi giuridici.
Ricevette l'ordinazione sacerdotale nel 1935, poi si trasferì a Roma.
Iscrittosi all'Istituto Utriusque Iuris del Pontificio Ateneo di Sant'Apollinare, il 4 luglio 1939 conseguì la laurea dottorale a pieni voti in utroque iure con una tesi sul giurista imolese Alessandro Tartagni (1424-1477). Successivamente iniziò la sua attività in Curia come collaboratore della Segreteria di Stato della Santa Sede. Durante questo periodo conobbe Giovanni Battista Montini (futuro Papa Paolo VI).
Nel 1940 morì improvvisamente la madre Argia, appena cinquantenne. Don Aurelio tornò alla Pieve di Sant'Andrea per stare vicino al padre e ai fratelli, Pier Giorgio, di undici anni, e Maria Teresa, di tredici (il padre Luigi morirà nel 1963).
Servì la chiesa imolese dapprima come insegnante di religione negli istituti superiori. Nominato parroco, esercitò il suo ministero nella parrocchia di Sant'Agata (centro storico d'Imola, 1946-1955). Per la sua rara competenza del diritto canonico fu scelto come presidente del Tribunale ecclesiastico regionale di Bologna (12 novembre 1947).
Il 31 gennaio 1955 fu nominato prelato uditore aggiunto della Sacra Rota Romana, ricoprendo anche l’incarico di docente dello Studium Rotale. La carica di magistrato non comportava l'abbandono del ministero pastorale. Il raddoppio degli impegni gli impose di soggiornare a Roma nei giorni feriali e di ritornare a Imola nei giorni festivi.
Galleria d'immagini

Il cardinal Sabattani, prefetto della Segnatura Apostolica, nei locali del tribunale.
La bolla pontificia con la quale papa Giovanni Paolo II conferì al cardinale Sabattani la diaconia di Sant'Apollinare alle Terme Neroniane-Alessandrine (1983).
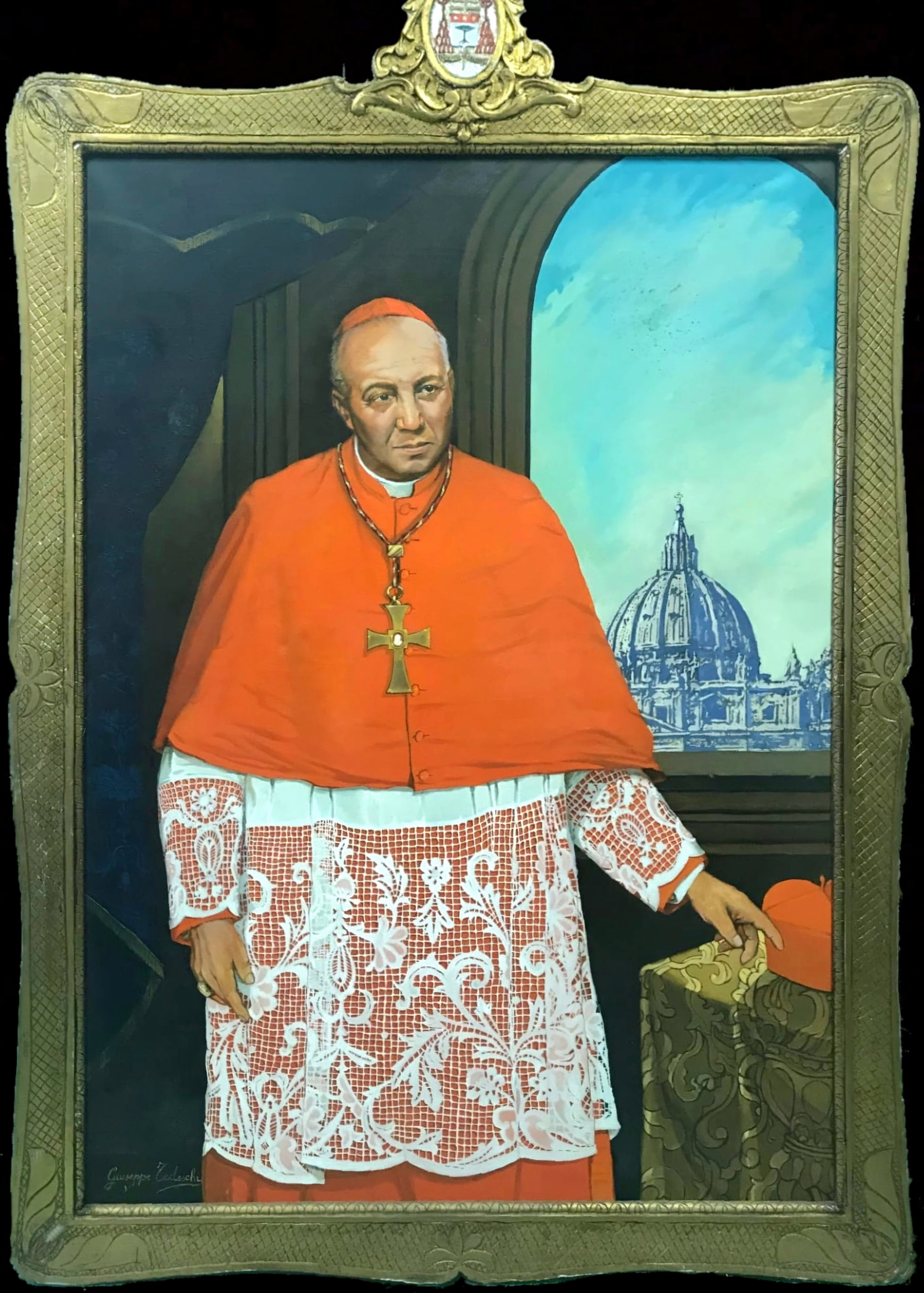
Dipinto del Cardinale Aurelio Sabattani, conservato presso la biblioteca del seminario vescovile di Imola, realizzato da Giuseppe Tedeschi

### Ministero episcopale e cardinalato
Nel 1965 divenne membro della commissione (presieduta dal cardinale Carlo Confalonieri) chiamata ad elaborare un piano di risanamento economico ed il riordino delle istituzioni ecclesiastiche e religiose della Santa Casa mariana di Loreto. Nel creare la commissione, papa Paolo VI stabilì che al termine dell'opera avrebbe conferito la dignità arcivescovile al prelato del Santuario di Loreto e al delegato pontificio, carica quest'ultima di nuova istituzione.
Paolo VI comunicò a monsignor Sabattani di aver scelto lui per entrambe le cariche l'11 maggio 1965. Il 24 giugno fu nominato dal pontefice arcivescovo titolare di Giustiniana Prima ed entrò immediatamente in servizio. Il 2 giugno 1969 partecipò all'ordinazione episcopale di Ersilio Tonini nel Duomo di Piacenza.
Monsignor Sabattani rimase a Loreto dal 1965 al 1971, assumendo nel contempo la presidenza della conferenza episcopale delle Marche.
Dal 27 novembre 1968 al 28 aprile 1969 fu anche amministratore apostolico di Macerata e Tolentino, di Cingoli e di Treia.
Dopo la molteplice, intelligente ed instancabile opera svolta a Loreto durata sei anni, nel 1971 monsignor Sabattani venne richiamato a Roma, dove fu nominato giudice del Tribunale della segnatura apostolica, il supremo organismo giudiziario della Santa Sede (13 luglio 1971). Nel contempo fu scelto dal cardinale Paolo Marella come vicario dell'arciprete della Basilica di San Pietro, che Sabattani svolse per dodici anni (1971-1983). Un giorno, ripensando alla sua vita a Roma negli anni settanta, ebbe a dire di sé: mane iudex, vespere pastor (“al mattino giudice, al pomeriggio pastore”).
Aurelio Sabattani sedette nel tribunale assumendo le funzioni di segretario; era prefetto il cardinale Dino Staffa (1906-1977), anch'egli romagnolo. Dopo la sua morte fu nominato prefetto il cardinale Pericle Felici; poi fu la volta di Sabattani, nominato dapprima pro-prefetto (1982), fu creato cardinale e infine nominato prefetto a pieno titolo (1983). Nello stesso anno acquisì la cittadinanza vaticana.
Nel 1987, al compimento dei 75 anni, Sabattani comunicò al Papa le proprie dimissioni dall'ufficio di prefetto (canone 354, CDC). Nel 1989 effettuò un pellegrinaggio a Loreto, da dove mancava dal 1971 (non aveva più potuto tornare per gli impegni assunti a Roma). Nello stesso anno fu colpito profondamente dalla morte del fratello minore, Pier Giorgio, deceduto a soli 59 anni.
Tra il 1990 e il 1991 lasciò gli altri incarichi presso i vari dicasteri della Curia romana: l'ultimo di essi fu quello di cardinale protodiacono, cessato nel 1993.
Alla fine degli anni ottanta si manifestarono i segni di una malattia degenerativa che colpiva la memoria. Durante gli anni novanta la malattia si acuì.
Visse serenamente gli ultimi anni della sua vita. Morì il 19 aprile 2003, all'età di 90 anni. Le esequie si tennero il 24 aprile alle ore 10.30 all'Altare della Confessione della Basilica di San Pietro. La liturgia eucaristica fu celebrata dal cardinale Angelo Sodano, segretario di Stato. La liturgia esequiale fu presieduta da Papa Giovanni Paolo II, che tenne l'omelia e il rito dell'ultima commendatio e della valedictio.
Fu sepolto nella tomba di famiglia a Riolo Terme.

## Contributo al diritto canonico
(Aurelio Sabattani, 1967.)
Negli anni trenta, durante il periodo in cui prestò servizio presso la Segreteria di Stato, Sabattani conseguì il diploma di avvocato rotale. L'arcivescovo di Bologna lo nominò giudice del Tribunale ecclesiastico regionale (1947). In virtù di tale carica poté essere chiamato a Roma, nel 1955, come prelato uditore della Sacra Rota. Oltre a svolgere il suo lavoro di giudice, gli fu affidata la cura pastorale dei Medici cattolici romani (associazione che riuniva un migliaio di professionisti). Stando a stretto contatto con loro apprese molte nozioni medico-legali che gli furono utili nel dirimere le cause di nullità dei contratti matrimoniali.
Nella sua pluriennale attività di giudice rotale, monsignor Sabattani fornì un importante contributo al diritto canonico soprattutto in campo medico-legale. Il canone 1095 del Codice di diritto canonico del 1983, riguardante l'incapacità psichica e di giudizio a contrarre matrimonio, ha tra le sue fonti proprio due sue sentenze da lui firmate, rispettivamente del 1957 e del 1961:
- Coram R. P. D. Aurelio Sabattani, Ponente. Nullitatis matrimonii Defectus discretionis iudicii ob alcoholismum chronicum. Sententia definitiva diei 24 februaris 1961;
- Coram R. P. D Aurelio Sabattani, Ponente. Nullitatis matrimonii. Defectus discretionis iudicii ob schizophreniam. Sententia definitiva diei 24 martii 1961.

Aurelio Sabattani offrì inoltre il suo contributo nella fase di revisione del Codice di diritto canonico come membro della Commissione appositamente istituita. La prima fase dei lavori si protrasse dal 1966 al 1973, lungo tredici sessioni. Sabattani stesso scrisse la relazione di sintesi apparsa sulla rivista specialistica «Communicationes», conosciuta come Relatio Sabattani 1970. La seconda parte del lavoro occupò tre anni, dal 1978 al 1980. Il 25 gennaio 1983 il Papa promulgò il nuovo Codice di diritto canonico. Sabattani fu inoltre uno degli autori del De Processibus, il settimo libro del Codice di diritto canonico.
Partecipò inoltre a numerosi ed importanti congressi di canonisti organizzati in vari Paesi del mondo, tra cui: Polonia, Germania, Stati Uniti, Canada e Spagna.
Nel 1984 uscì un saggio a lui dedicato, a cura di Zenon Grocholewski e Vicente Cárcel Ortí: ”Dilexit Iustitiam”. Studi in onore del card. Aurelio Sabattani. Vi contribuirono oltre trenta canonisti di livello internazionale.
La sua vasta produzione giurisprudenziale è stata raccolta nel volume Coram Sabattani. Decisiones ineditae (1955-1965), pubblicato nel 2006.

## Opere
- Aurelius Sabattani, De vita et operibus Alezandri Tartagni de Imola, Milano, Giuffrè 1972.

## Genealogia episcopale
La genealogia episcopale è:
- Cardinale Scipione Rebiba
- Cardinale Giulio Antonio Santori
- Cardinale Girolamo Bernerio, O.P.
- Arcivescovo Galeazzo Sanvitale
- Cardinale Ludovico Ludovisi
- Cardinale Luigi Caetani
- Cardinale Ulderico Carpegna
- Cardinale Paluzzo Paluzzi Altieri degli Albertoni
- Papa Benedetto XIII
- Papa Benedetto XIV
- Papa Clemente XIII
- Cardinale Marcantonio Colonna
- Cardinale Giacinto Sigismondo Gerdil, B.
- Cardinale Giulio Maria della Somaglia
- Cardinale Carlo Odescalchi, S.I.
- Cardinale Costantino Patrizi Naro
- Cardinale Lucido Maria Parocchi
- Papa Pio X
- Cardinale Gaetano De Lai
- Cardinale Raffaele Carlo Rossi, O.C.D.
- Cardinale Amleto Giovanni Cicognani
- Cardinale Aurelio Sabattani